# Моріясу Хадзіме
Хадзіме Моріясу (яп. 森保 一, нар. 23 серпня 1968, Какеґава) — японський футболіст, що грав на позиції півзахисника. По завершенні ігрової кар'єри — футбольний тренер. З 2018 року очолює тренерський штаб національної збірної Японії.
Виступав, зокрема, за клуби «Мазда» та «Санфрече Хіросіма», а також національну збірну Японії.

## Клубна кар'єра
У дорослому футболі дебютував 1987 року виступами за команду «Мазда», яка 1992 року, зі створенням Джей-ліги, була перейменована в «Санфрече Хіросіма». Загалом за команду виступав до кінця сезону 2001, крім сезону 1998 року, який гравець провів у клубі «Кіото Санга».
Завершив професійну ігрову кар'єру у клубі «Вегалта Сендай», за яку виступав протягом 2002—2003 років.

## Виступи за збірну
1992 року дебютував в офіційних матчах у складі національної збірної Японії.
У складі збірної був учасником домашньому кубка Азії 1992 року, здобувши того року титул переможця турніру. Також виступав на Кубку Короля Фахда 1995 року у Саудівській Аравії, де японці програли обидва матчі і не вийшли з групи.
Протягом кар'єри у національній команді, яка тривала 5 років, провів у формі головної команди країни 35 матчів, забивши 1 гол.

## Кар'єра тренера
Розпочав тренерську кар'єру, повернувшись до футболу після невеликої перерви, 2012 року, очоливши тренерський штаб клубу «Санфречче Хіросіма», в якому Хадзіме Моріясу працює і досі. З командою тричі став чемпіоном Японії, а також двічі виграв Суперкубок Японії. Влітку 2017 року був звільнений з клубу через низку незадовільних результатів команди.
2017 року почав працювати з олімпійською збірною Японії, а наступного року асистував Акірі Нісіно у тренерському штабі національної збірної під час тогорічного чемпіонату світу. Після завершення мундіалю термін контракту Нісіно завершився і він залишив збірну, а Моріясу було призначено на його місце. Керував діями збірної Японії на Кубку Азії 2019 року.

## Статистика

### Клубна
| Чемпіонат | Чемпіонат            | Чемпіонат | Ліга | Ліга | Кубок            | Кубок            | Кубок ліги      | Кубок ліги      | Всього | Всього |
| Сезон     | Клуб                 | Ліга      | Ігри | Голи | Ігри             | Голи             | Ігри            | Голи            | Ігри   | Голи   |
| Японія    | Японія               | Японія    | Ліга | Ліга | Кубок Імператора | Кубок Імператора | Кубок Джей-ліги | Кубок Джей-ліги | Всього | Всього |
| --------- | -------------------- | --------- | ---- | ---- | ---------------- | ---------------- | --------------- | --------------- | ------ | ------ |
| 1987/88   | «Мазда»              | ЯФЛ       | 0    | 0    | 0                | 0                | 0               | 0               | 0      | 0      |
| 1988/89   | «Мазда»              | ЯФЛ2 (ІІ) | 0    | 0    | 0                | 0                | 0               | 0               | 0      | 0      |
| 1989/90   | «Мазда»              | ЯФЛ2 (ІІ) | 19   | 8    | 0                | 0                | 0               | 0               | 19     | 8      |
| 1990/91   | «Мазда»              | ЯФЛ2 (ІІ) | 27   | 13   | 0                | 0                | 3               | 1               | 30     | 14     |
| 1991/92   | «Мазда»              | ЯФЛ       | 18   | 4    | 0                | 0                | 0               | 0               | 18     | 4      |
| 1992      | «Санфречче Хіросіма» | Джей-ліга | -    | -    | 0                | 0                | 8               | 1               | 8      | 1      |
| 1993      | «Санфречче Хіросіма» | Джей-ліга | 35   | 2    | 4                | 1                | 0               | 0               | 39     | 3      |
| 1994      | «Санфречче Хіросіма» | Джей-ліга | 40   | 3    | 3                | 0                | 1               | 0               | 44     | 3      |
| 1995      | «Санфречче Хіросіма» | Джей-ліга | 25   | 4    | 5                | 0                | -               | -               | 30     | 4      |
| 1996      | «Санфречче Хіросіма» | Джей-ліга | 26   | 3    | 5                | 0                | 14              | 2               | 45     | 5      |
| 1997      | «Санфречче Хіросіма» | Джей-ліга | 25   | 1    | 2                | 0                | 5               | 0               | 32     | 1      |
| 1998      | «Кіото Санга»        | Джей-ліга | 32   | 1    | 2                | 0                | 4               | 0               | 38     | 1      |
| 1999      | «Санфречче Хіросіма» | Джей-ліга | 27   | 1    | 0                | 0                | 3               | 1               | 30     | 2      |
| 2000      | «Санфречче Хіросіма» | Джей-ліга | 22   | 0    | 0                | 0                | 2               | 0               | 24     | 0      |
| 2001      | «Санфречче Хіросіма» | Джей-ліга | 16   | 0    | 1                | 0                | 3               | 0               | 20     | 0      |
| 2002      | «Вегалта Сендай»     | Джей-ліга | 27   | 0    | 2                | 0                | 6               | 1               | 35     | 1      |
| 2003      | «Вегалта Сендай»     | Джей-ліга | 18   | 0    | 1                | 0                | 3               | 1               | 22     | 1      |
| Країна    | Японія               | Японія    | 357  | 40   | 25               | 1                | 52              | 7               | 434    | 48     |
| Всього    | Всього               | Всього    | 357  | 40   | 25               | 1                | 52              | 7               | 434    | 48     |

### Збірна
| Збірна Японії | Збірна Японії | Збірна Японії |
| Роки          | Ігри          | Голи          |
| ------------- | ------------- | ------------- |
| 1992          | 7             | 0             |
| 1993          | 15            | 0             |
| 1994          | 4             | 0             |
| 1995          | 6             | 0             |
| 1996          | 3             | 1             |
| Всього        | 35            | 1             |

## Титули і досягнення

### Як гравця
- Володар Кубка Азії: 1992

### Як тренера
- Чемпіон Японії: 2012, 2013, 2015
- Володар Суперкубка Японії: 2013, 2014, 2016
- Бронзовий призер клубного чемпіонату світу: 2012
- Срібний призер Азійських ігор: 2018
- Срібний призер Кубка Азії: 2019
- Переможець Чемпіонату Східної Азії: 2022